# Loopy De Loop
Loopy de Loop es un personaje de dibujos animados creado por los estudios estadounidenses de animación Hanna-Barbera Productions que protagonizó su propia serie del mismo nombre en 1959. Se trata de un lobo antropomórfico, parlante con acento franco-canadiense. A diferencia del resto de personajes de la Productora Hanna-Barbera, no era un personaje destinado para ser emitido en la televisión sino que se produjo para la emisión en teatros y cines. Por ello Loopy es el primer personaje creado a tal fin una vez creada la factoría Hanna-Barbera.[cita requerida] Este tipo de trabajo era habitual en William Hanna y Joseph Barbera, antes del cese de actividades en los estudios de animación de Metro-Goldwyn-Mayer, cuando Hanna-Barbera se dedicaban a Tom y Jerry. La distribuidora para esta serie había de ser la Columbia Pictures.

## El Personaje
Loopy es un lobo caballeroso que habla en un pésimo acento franco-canadiense, y siempre lleva un gorro y una bufanda de color amarillo. Un autoproclamado buen samaritano, él incansablemente intenta limpiar la mala imagen de los lobos a través de su frase “Yo soy Loopy de Loop, el lobo bueno”. A pesar de ello, sus intentos generalmente terminan en fracaso debido a que la gente a la que ayuda siempre lo persigue o lo golpean, por el simple hecho de ser un lobo.
Muy pocas veces durante la serie Loopy logró que sus actos de bien fueran agradecidos por las personas a quienes prestaba su ayuda.
En la serie de 2021, Jellystone! Loopy de Loop cambia de género a femenino, junto a otros personajes de Hanna-Barbera, en aras del equilibrio de género. En contraste con la perspectiva optimista de su versión clásica, la versión de Loopy de Jellystone! tiene una personalidad más cínica e inexpresiva.

## Episodios

### 1959
- Wolf Hounded - Nov 5-59
- Little Bo Bopped - Dec 3-59

### 1960
- Tale of a Wolf - Mar 3-60
- Life With Loopy - April 7-60
- Creepy Time Pal - May 19-60
- Snoopy Loopy - June 16-60
- Do Good Wolf - July 14-60
- Here Kiddie Kiddie - Sept 1-60
- No Biz Like Show Biz - Sept 8-60

### 1961
- Countdown Clown - Jan 5-61
- Happy Go Loopy - Mar 2-61
- Two Faced Wolf - April 6-61
- This my Ducky Day - May 4-61
- Fee Fie Foes - June 9-61
- Zoo is Company - July 6-61
- Child Sock-Cology - Aug 10-61
- Catch Meow - Sept 14-61
- Kooky Loopy - Nov 16-61
- Loopy's Hare Do - Dec 14-61

### 1962
- Bungle Uncle - Jan 18-62
- Beef for and After - Mar 1-62
- Swash Buckled - April 5-62
- Common Scents - May 10-62
- Bearly-Able - June 28-62
- Slippery Slippers - Sept 7-62
- Chicken Fracas-See - Oct 11-62
- Rancid Ransom - Nov 15-62
- Bunnies Abundant - Dec 13-62

### 1963
- Just a Wolf at Heart - Feb 14-63
- Chicken Hearted Wolf - Mar 14-63
- Whatcha' Watchin' - April 18-63
- A Fallible Fable - May 16-63
- Sheep Stealers Anonymous - June 13-63
- Wolf in Sheep Dogs Clothing - July 11-63
- Not in Nottingham - Sept 5-63
- Drum-Sticked - Oct 3-63
- Bear Up! - Nov 5-63
- Crook who cried Wolf - Dec 12-63
- Habit Rabbit - Dec 31-63

### 1964
- Raggedy Rug - Jan 12-64
- Elephantastic - Feb 6-64
- Bear Hug - Mar 5-64
- Trouble Bruin - Sept 17-64

### 1965
- Horse Shoo - Jan 7-65
- Pork Chop Phooey - Mar 18-65
- Crows Fete - April 14-65
- Big Mouse Take - June 17-65